# Pogonophryne platypogon
Pogonophryne platypogon är en fiskart som beskrevs av Eakin, 1988. Pogonophryne platypogon ingår i släktet Pogonophryne och familjen Artedidraconidae. Inga underarter finns listade i Catalogue of Life.